# Andriej Silnow
Andriej Aleksandrowicz Silnow (ros. Андрей Александрович Сильнов; ur. 9 września 1984 w Szachtach) – rosyjski lekkoatleta specjalizujący się w skoku wzwyż.
W 2005 zadebiutował na dużej imprezie międzynarodowej zajmując dziewiąte miejsce w mistrzostwach Europy młodzieżowców. Już rok później został w Göteborgu mistrzem Starego Kontynentu i ustanowił rekord mistrzostw. Po tym sukcesie na koniec sezonu zajął drugie miejsce w zawodach pucharu świata. Na mistrzostwach świata w 2007 był jedenasty. W 2008 wygrał konkurs skoku wzwyż i został mistrzem olimpijskim. Startował w pucharze Europy oraz światowym finale lekkoatletycznym IAAF. Srebrny medalista halowych mistrzostw świata z 2012. Wielokrotny medalista mistrzostw Rosji w różnych kategoriach wiekowych i reprezentant kraju w meczach międzypaństwowych. 
Rekordy życiowe: stadion – 2,38 (25 lipca 2008, Londyn); hala – 2,37 (2 lutego 2008, Arnstadt).

## Osiągnięcia
| Rok  | Impreza                             | Miejsce   | Lokata      | Wynik   |
| ---- | ----------------------------------- | --------- | ----------- | ------- |
| 2005 | Młodzieżowe mistrzostwa Europy      | Erfurt    | 9. miejsce  | 2,23    |
| 2006 | Superliga pucharu Europy            | Malaga    | 1. miejsce  | 2,31    |
| 2006 | Mistrzostwa Europy                  | Göteborg  | 1. miejsce  | 2,36 CR |
| 2006 | Światowy finał lekkoatletyczny IAAF | Stuttgart | 2. miejsce  | 2,33    |
| 2006 | Puchar świata                       | Ateny     | 2. miejsce  | 2,24    |
| 2007 | Mistrzostwa świata                  | Osaka     | 11. miejsce | 2,21    |
| 2008 | Superliga pucharu Europy            | Annecy    | 1. miejsce  | 2,32    |
| 2008 | Igrzyska olimpijskie                | Pekin     | 1. miejsce  | 2,36    |
| 2008 | Światowy finał lekkoatletyczny IAAF | Stuttgart | 1. miejsce  | 2,35    |
| 2012 | Halowe mistrzostwa świata           | Stambuł   | 2. miejsce  | 2,33    |
| 2012 | Igrzyska olimpijskie                | Londyn    | 12. miejsce | 2,25    |